# Hiacho Lezica
Hiacho Lezica, cuyo nombre completo era Horacio Defferrari Lezica (Buenos Aires, 2 de agosto de 1947 – ibídem, 20 de marzo de 1980), fue un músico, compositor y baterista de rock argentino. 
Fue el baterista y miembro fundador de la banda pionera de rock beat La Joven Guardia y estuvo en el grupo hasta su disolución en 1978. 
Registró como autor (junto con Enrique Masllorens) la canción más importante de la banda, «El extraño del pelo largo», que se convirtió en un himno de rebeldía a fines de los años 1960. Con esta canción se originó una película homónima.
Murió prematuramente a la edad de 32 años, víctima de un ataque al corazón, en su ciudad natal.